# Bijzonder Beheersgebied Noord-Commewijne-Marowijne
Het Bijzonder Beheersgebied Noord-Commewijne-Marowijne is een gebied in Suriname waar bijzondere regels gelden voor menselijke activiteiten om de plaatselijke natuur te ontzien. Het gebied werd in 2001 gesticht en is 884 km2 groot.